# Palatul Regal din București
A nu se confunda cu Palatul Elisabeta din București.

Palatul Regal, în vara anului 1941. În fața palatului se vede Statuia ecvestră a lui Carol I din București, realizată de sculptorul croat Ivan Meštrović

Sala tronului, după renovările terminate în 1937. Regele Carol al II-lea și principele moștenitor Mihai.

Palatul Regal este o clădire monumentală din București, situată pe Calea Victoriei, în Piața Palatului (redenumită Piața Revoluției după evenimentele din decembrie 1989).
Clădirea simbolizează centrul puterii monarhice în România și reprezintă principala reședință regală din București. Ea a fost folosită efectiv pentru găzduirea activităților oficiale ale Familiei Regale a României până la 24 august 1944, dată la care a fost bombardată și a rămas nelocuibilă până în momentul plecării Regelui Mihai în exilul său forțat (v. „Istoric”).
După abdicarea forțată a Regelui Mihai (produsă la 30 decembrie 1947), Palatul găzduiește Muzeul Național de Artă al României. 

## Istoric

### Vechiul Palat Regal
Pe locul actualului Palat Regal s-a ridicat, începând cu anul 1812, Casa Golescu.
Casa Golescu a fost construită între anii 1812 și 1815, în stil neoclasic, cu un etaj, și avea 25 de odăi, un număr impresionant pentru o locuință în Bucureștii acelei epoci.
În 1837, casa somptuoasă a stolnicului Dinicu Golescu devine Curtea Domnească a lui Alexandru Dimitrie Ghica.
Din 1859 până în 1866 aici a locuit domnitorul Principatelor Unite, Alexandru Ioan Cuza. Din 10 mai 1866 casa devine locuința domnitorului Carol I.
După incendiul petrecut în noaptea de 7/8 decembrie 1926, care a distrus corpul central, devine necesară repararea clădirii. În 1927, Regele Ferdinand decide repararea Palatului, iar lucrările sunt încredințate arhitectului ceh Karel Líman, arhitect al Casei Regale.
În 1935–1936 vechiul Palat este complet demolat.

### Palatul Regal nou (1937)
Palatul nou, cel actual, a fost construit după planurile arhitectului Nicolae Nenciulescu și terminat în anul 1937. Sub domnia Regelui Carol al II-lea, planurile generale ale clădirii și decorarea s-au făcut prin efortul direct al Reginei Maria a României, care a condus îndeaproape echipa de arhitecți și constructori.
La 6 septembrie 1940, după abdicarea Regelui Carol al II-lea, în Sala Tronului a avut loc ceremonia de depunere a jurământului de către Majestatea Sa Regele Mihai, în prezența generalului Ion Antonescu, a patriarhului Nicodim Munteanu și a președintelui Curții de Casație, Dimitrie Lupu.
În timpul celui de-al Doilea Război Mondial, s-a plănuit și o refacere completă a Pieței Palatului, pentru a pune în valoarea clădirea Palatului, însă acest proiect nu s-a mai materializat. 
La 24 august 1944, a doua zi după ce Regele Mihai și colaboratorii săi au înlăturat brusc de la putere guvernul condus de Mareșalul Ion Antonescu, Palatul a fost grav avariat de bombardamentul Luftwaffe, survenit ca represalii. Clădirea a devenit nelocuibilă, iar vila aflată în spatele Palatului, Casa Nouă (care era, de fapt, locuința Familiei Regale) a fost distrusă în întregime. Pentru că cealaltă reședință regală din București, Palatul Cotroceni, fusese, și ea, grav avariată de cutremurul din noiembrie 1940, Regele a fost silit să ceară mătușii sale, Principesa Elisabeta, permisiunea de a folosi casa ei („vila din Kiseleff”, cunoscută azi ca Palatul Elisabeta, deși nu a fost destinată niciodată activităților oficiale), atât pentru activitatea Curții, cât și pentru locuit.
La 19 iulie 1945 a avut loc în Sala Tronului o ceremonie prin care Regelui Mihai i-a fost înmânat Ordinul Victoriei („Pobeda”), cea mai înaltă decorație militară sovietică. În acest scop, au fost reparate în grabă Sala Tronului și câteva alte încăperi.

### Palatul Regal în perioada comunistă
După alungarea Regelui și instalarea completă a comunismului, în urma loviturii de stat de la 30 decembrie 1947, clădirea Palatului a fost reparată, elementele arhitecturale care aminteau de monarhie fiind înlăturate sau ascunse.
În perioada comunistă, denumirea oficială dată clădirii - menită să șteargă adevărata ei semnificație din memoria publicului - era „Palatul Republicii”. Aici se organizau diverse întruniri ale oficialităților comuniste sau erau primiți oaspeți străini.
Începând cu anul 1953, o parte din Palat a adăpostit Muzeul de Artă al României (destinație care se menținut până în prezent - încăperile și suprafețele au variat în timp). 
În 1965, în Palat a fost depus trupul dictatorului Gheorghe Gheorghiu-Dej, pentru ca mulțimile să îi aducă un ultim omagiu.
În timpul dictaturii lui Nicolae Ceaușescu, Sala Tronului era cunoscută ca „Sala Consiliului de Stat a Republicii Socialiste România”, fiind folosită pentru unele evenimente oficiale ale regimului comunist. 
Tot începând din perioada comunistă, sala de spectacole din interiorul Palatului („Sala Mică a Palatului”) a fost deschisă publicului, ca cinematograf.

### Palatul Regal în perioada postdecembristă
În timpul Revoluției din 1989, Palatul a fost incendiat, fiind puse în grav pericol operele de artă găzduite în clădire.
După Revoluție, Palatul a fost restaurat, în diverse etape. După anul 2000, unele spații largi, de factură istorică, au fost folosite pentru organizarea de evenimente mondene private (nunți sau evenimente de firmă).
În prezent, clădirea continuă să adăpostească Muzeul Național de Artă al României și sala de concerte „Auditorium”.

## Arhitectura clădirii

### Corpurile clădirii
Clădirea Palatului nou are forma literei U, cu o curte interioară deschisă spre Calea Victoriei. Ea este formată din trei corpuri principale:
- corpul central, situat spre vest, care conține principalele spații pentru activități oficiale, cum ar fi Sala Tronului;
- aripa de nord, situată spre str. Știrbei Vodă, era destinată Corpului de Gardă (parterul), precum și apartamentelor pentru invitații de seamă (la etaj)
- aripa de sud, situată spre biserica Kretzulescu, este amplasamentul vechii case folosită de Cuza, care a păstrat utilizarea pentru apartamentele regale (spații private)

Până la evenimentele de la 23 august 1944, în spatele Palatului (pe locul ocupat azi de Sala Palatului) se găsea o vilă, numită Casa Nouă, care servea drept locuință Familiei Regale și avea legătură funcțională cu ansamblul Palatului. Această vilă era despărțită de Palat printr-o alee exterioară (ale cărei urme se văd și azi). Vila a fost complet distrusă de bombardamentul german care a urmat a doua zi după 23 August, ca represalii față de arestarea Mareșalului Antonescu (petrecută în Casa Nouă).

### Exteriorul clădirii, fațadele și curtea

Pavilionul personal al Regelui Mihai I se distinge prin Crucea Ordinului „Mihai Viteazu”

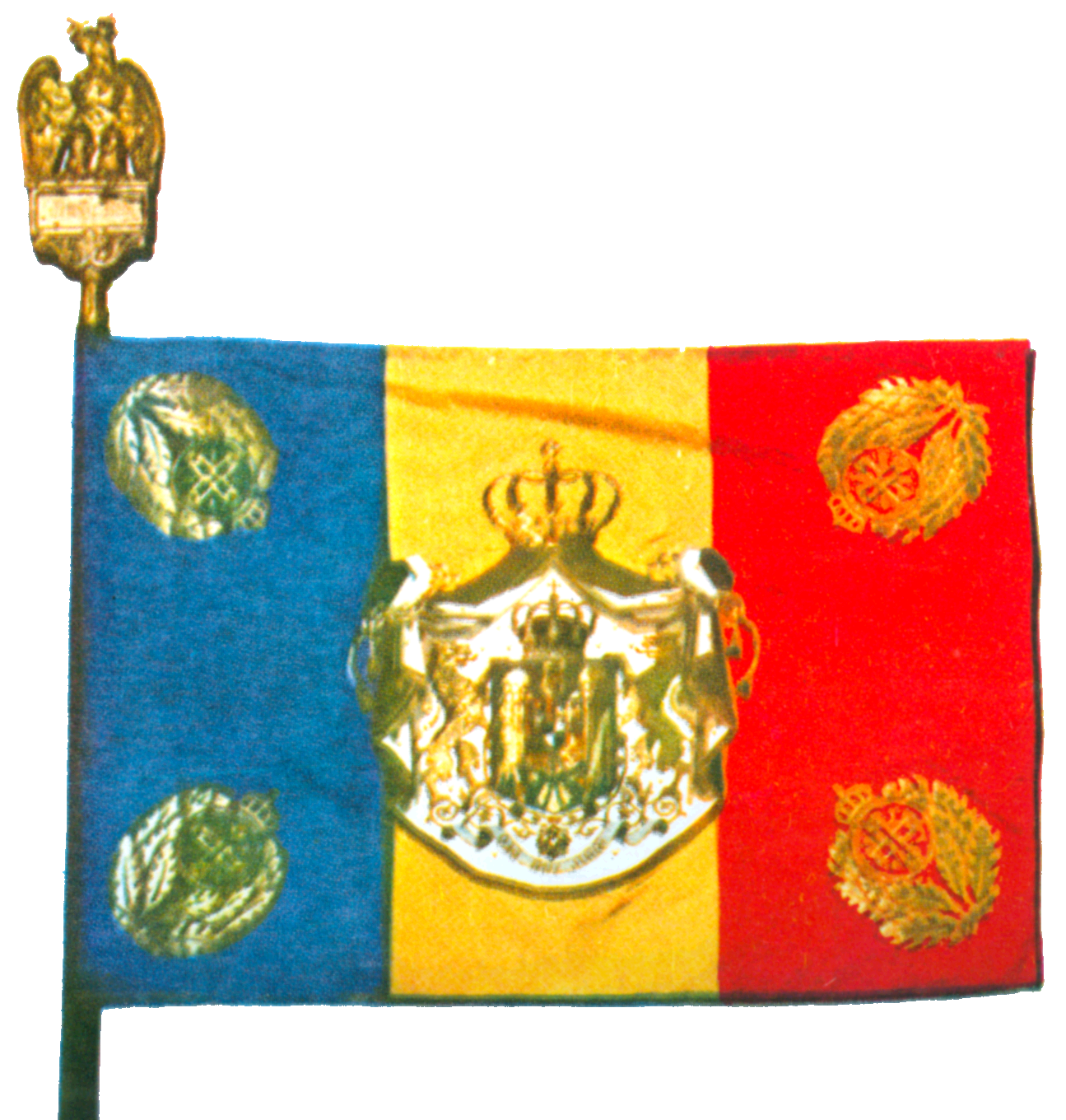
Drapelul național tricolor cu Stema Regală în centru, purtând la colțuri cifrul Regelui Mihai I, în formă de cruce

Fațada principală a corpului central al Palatului are două intrări: intrarea dinspre sud era folosită de Rege și oaspeții săi, iar cea dinspre nord era destinată demnitarilor.
Dpdv arhitectural, prezența coloanei din mijloc de pe fațada corpului central, este neobișnuită (tradițional, reședințele regale oferă un spațiu larg chiar în centrul fațadei, balconul unde Familia Regală apare, la evenimente, în fața publicului). Conform mărturiilor unor arhitecți care au studiat proiectul, coloana centrală a Palatului Regal din București este menită să simbolizeze Monarhia română, ca punct unificator al întregii națiuni, precum și stabilitatea Statului.
Pe acoperișul Palatului se află un mare catarg pentru drapele. Conform uzanțelor de protocol regal, în organizarea monarhică, pe acest catarg trebuie arborat, în fiecare moment, pavilionul personal al Regelui, atunci când Suveranul se află în reședință (sau cel al membrului Familiei Regale cu rangul cel mai înalt care este prezent, în ordinea de precădere). Pavilionul este imediat coborât atunci când Regele părăsește reședința. Dacă nici un membru al Familiei Regale nu se află în Palat, pe catarg flutură drapelul național al României, steagul tricolor având în centru Stema Regală, varianta mare.

### Spațiile interioare
Principalele spații și elemente arhitectonice interioare ale Palatului sunt:
- Sala Tronului, situată la etajul I
- Sufrageria Regală, situată la parter
- Holul de Onoare
- Scara Voievozilor
- Scara Invitaților

Pe poarta sudică a fațadei centrale, intrarea conduce într-un hol octogonal, decorat în stil neo-bizantin, de unde urcă Scara Invitaților. Pe poarta situată spre nord se intră în Holul Oficial, un mare hol pătrat, de unde Scara Voievozilor urcă spre Sala Tronului, la etajul I.
În aripa de nord, Palatul cuprinde și o mică sală de spectacole - cunoscută ca „Sala Mică a Palatului”, ulterior Sala „Auditorium” - menită pentru utilizare privată. Sala are dotări pentru concerte și cinematograf. Accesul în sală se poate face separat față de corpul central al Palatului, prin intrarea situată în str. Știrbei Vodă.
Conform unei legende urbane, între Palatul Regal (probabil, aripa sudică) și biserica Kretzulescu există un tunel subteran, menit accesului privat al Familiei Regale la serviciul divin, precum și ca ieșire de siguranță.

## Galerie de imagini

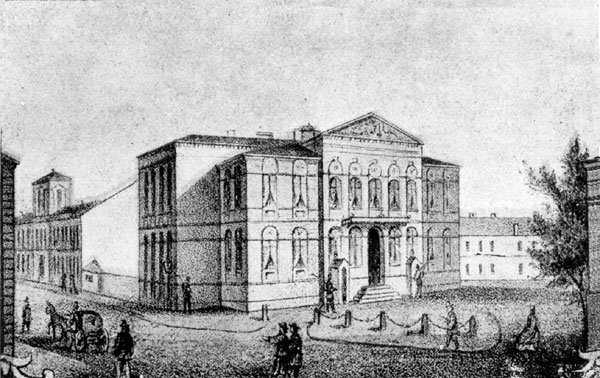
Casa Golescu
Palatul Regal, Carte poștală expediată în 1913
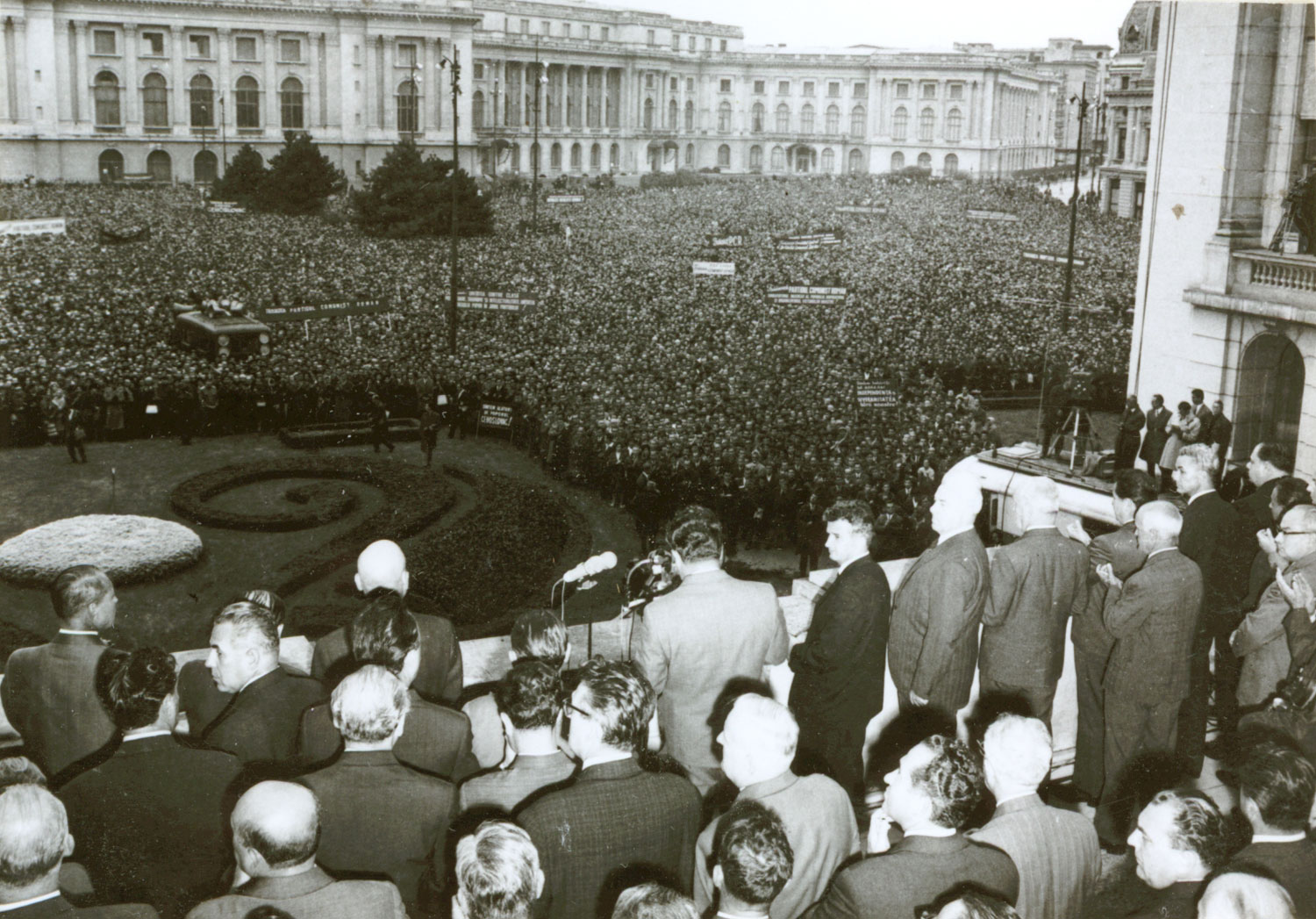
Fațada Palatului Regal, văzută din balconul Comitetului Central, august 1968
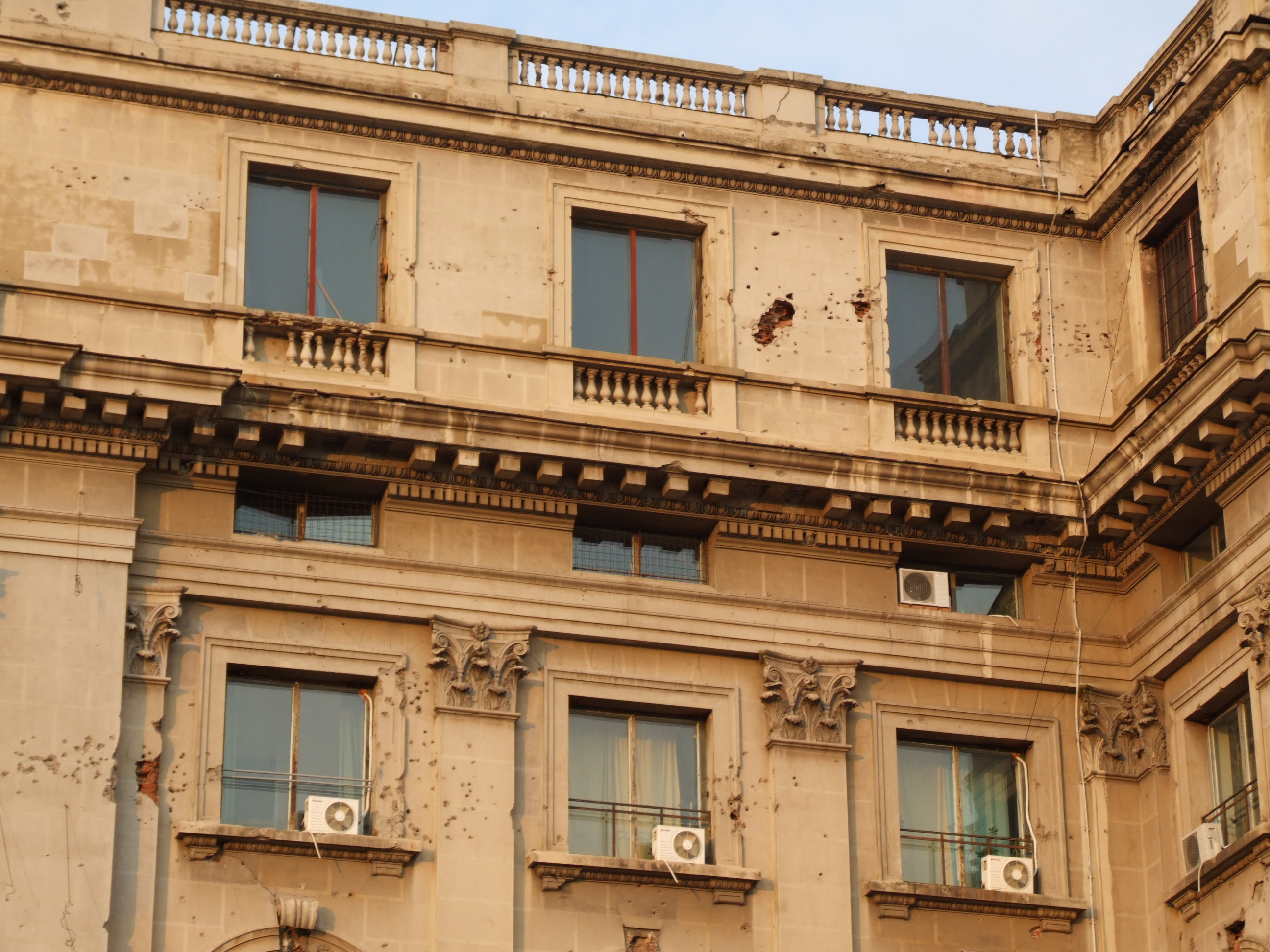
Fațada Palatului Regal, avariată de gloanțe după Revoluția Română din 1989 (imagine din 2009)
Fațada principală a Palatului. Coloana centrală a fațadei simbolizează Constituția Regală a României, stabilitatea Statului.
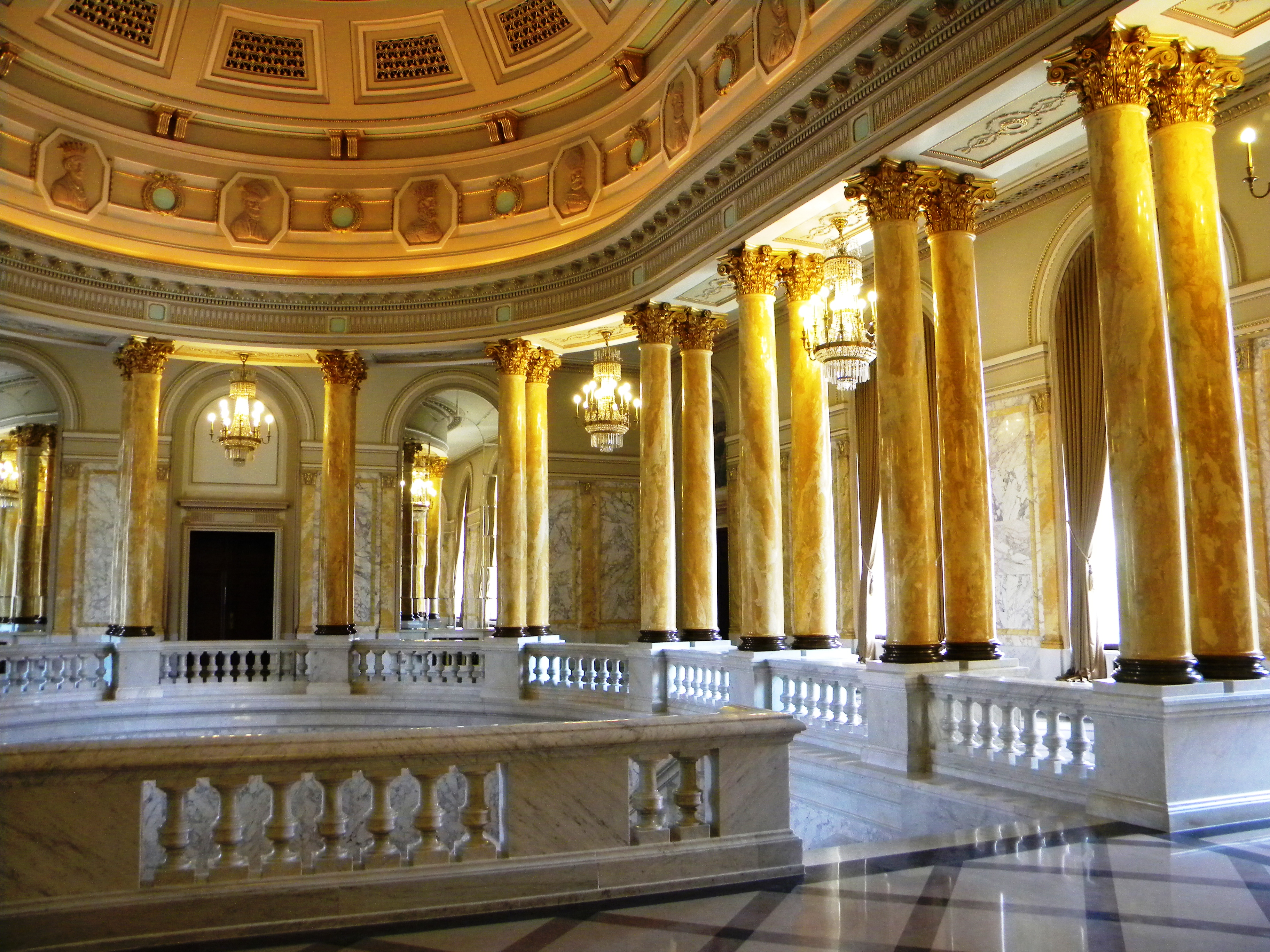
Intrarea pe Scara Voievozilor, la etajul I
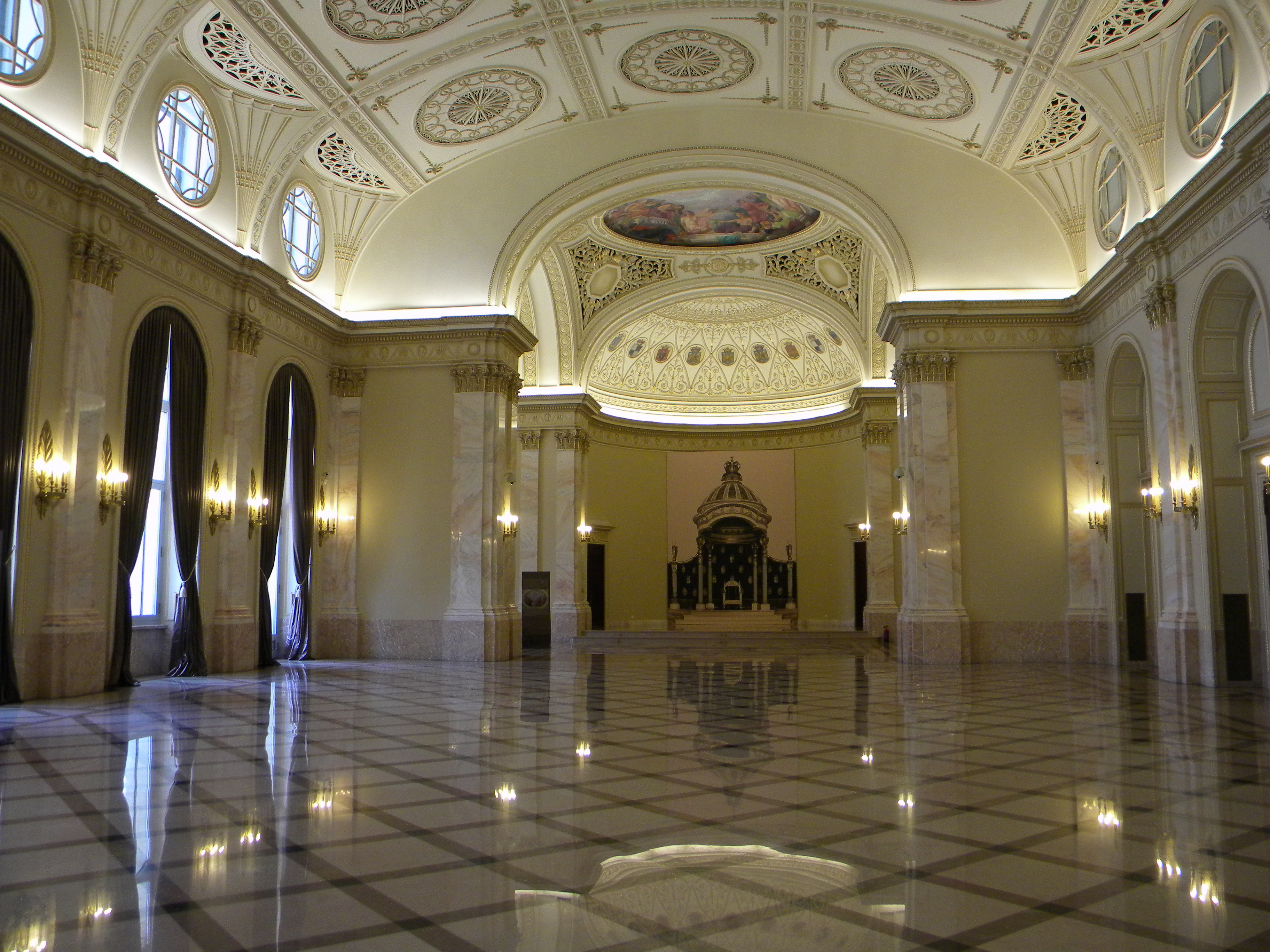
Sala Tronului, azi
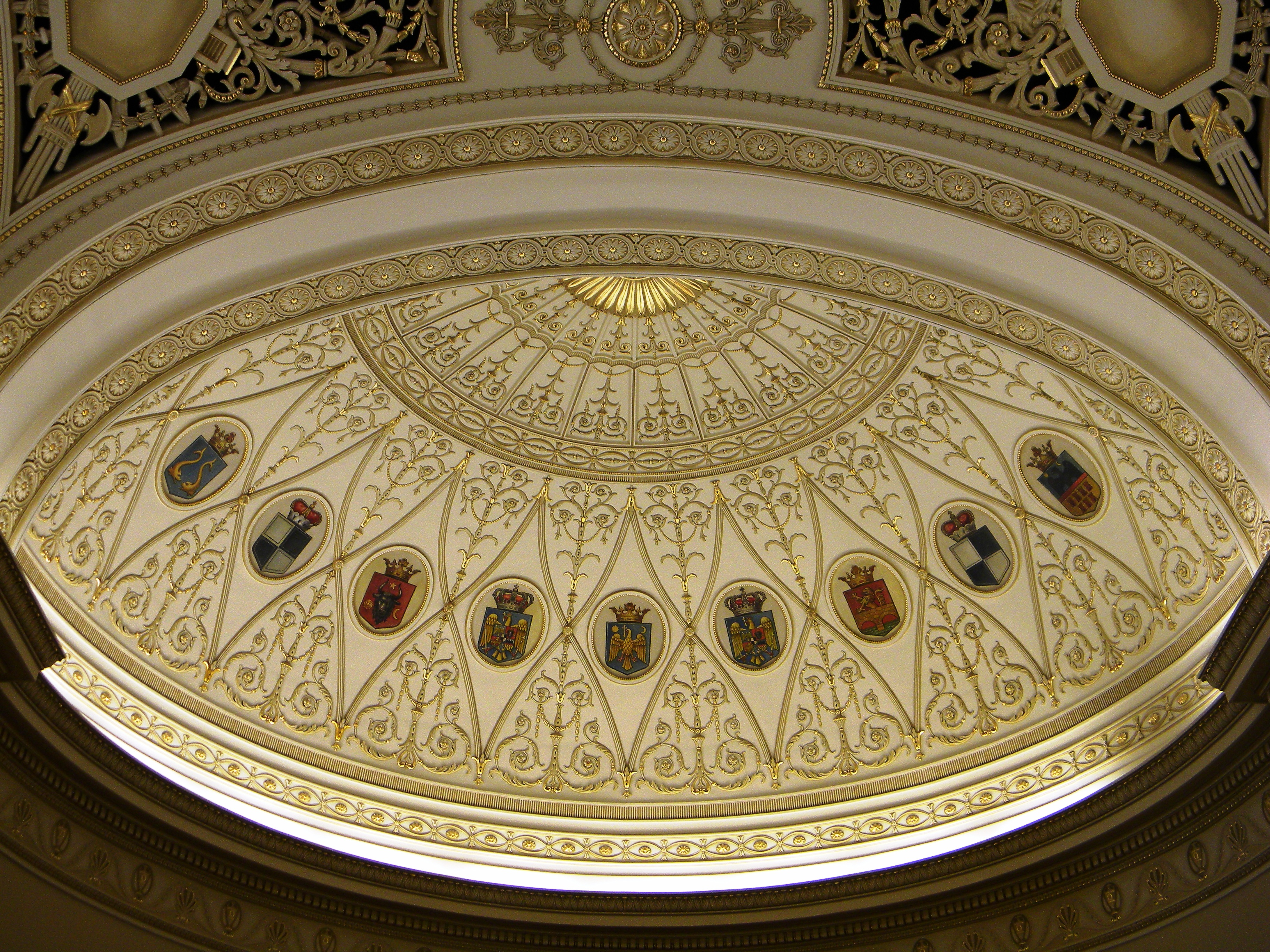
Detaliu al cupolei situate deasupra Tronului
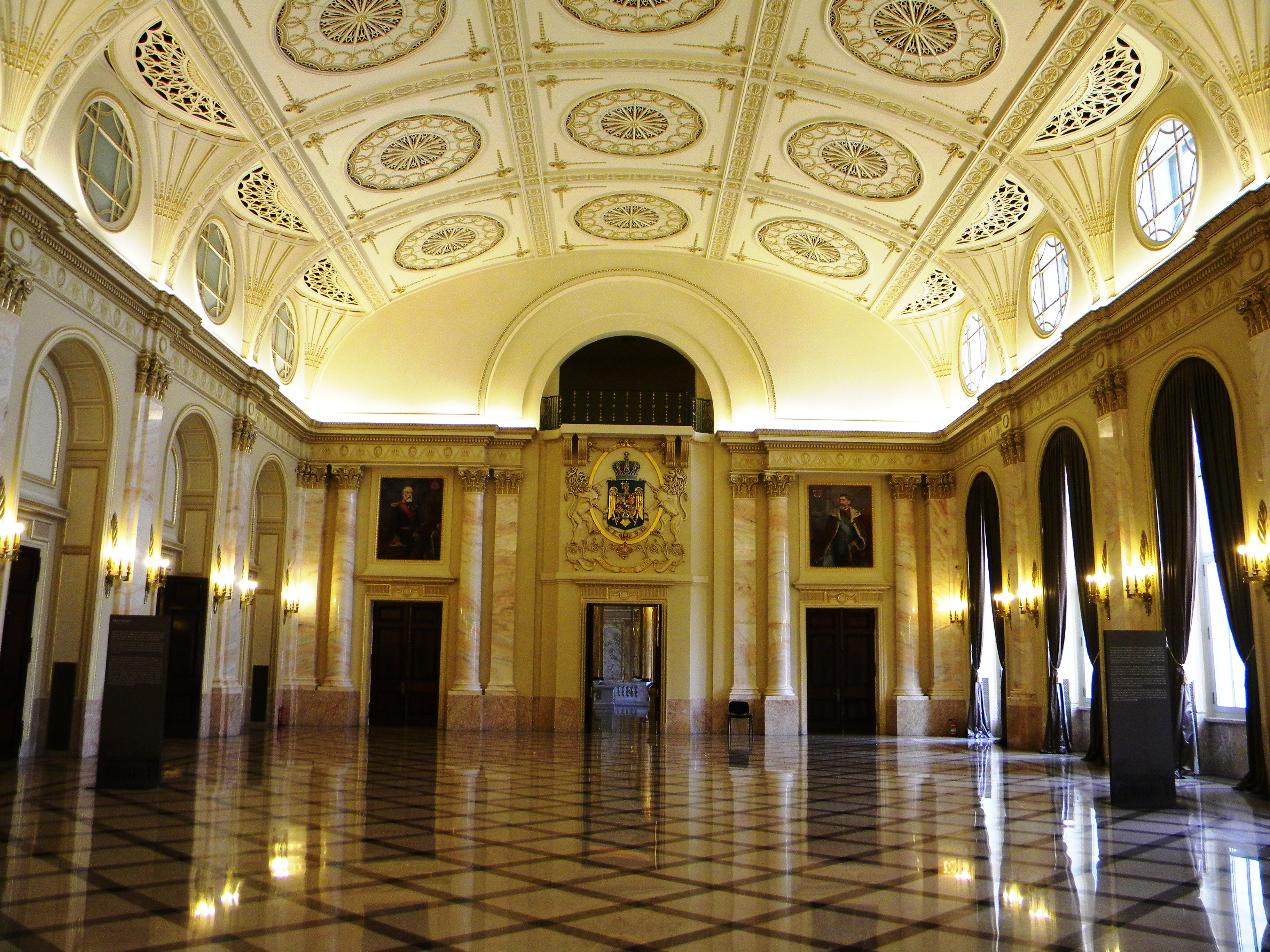
Sala Tronului, vedere dinspre Tron. Stema Regală a României, varianta medie, se găsește în centru, încadrată de portretele regilor Carol I (stânga) și Ferdinand I (dreapta).
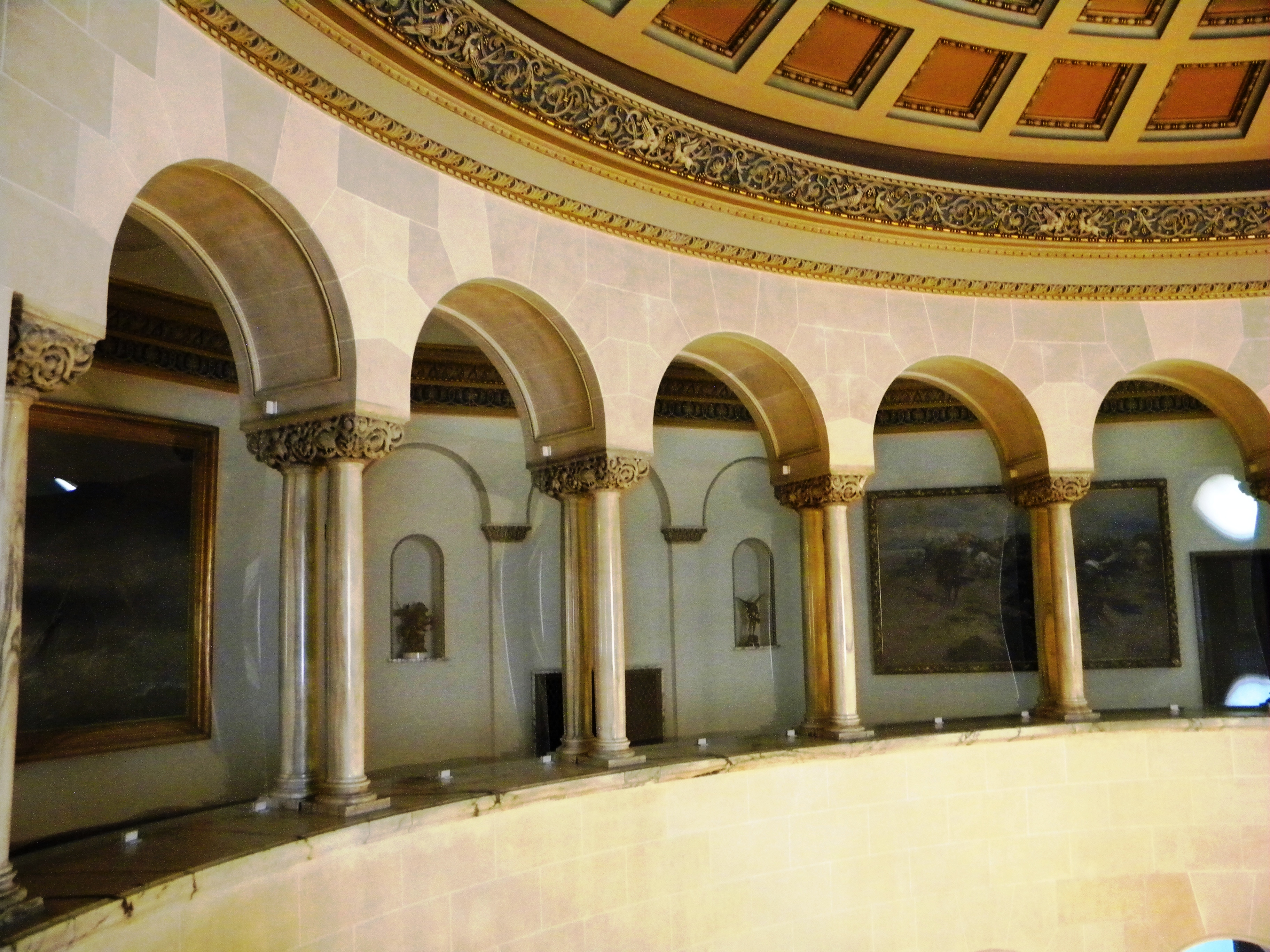
Scara Arabescată
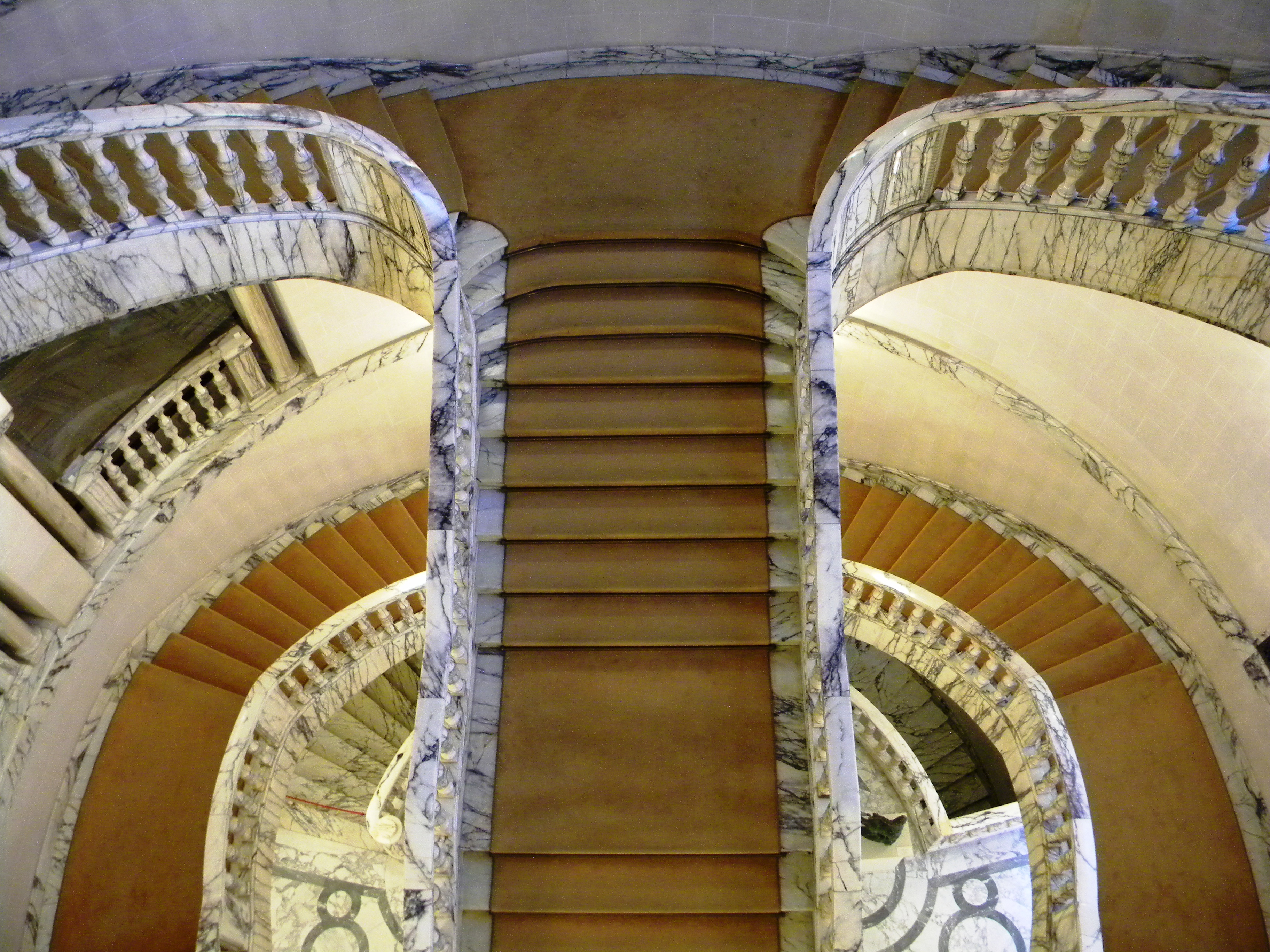
Scara Arabescată
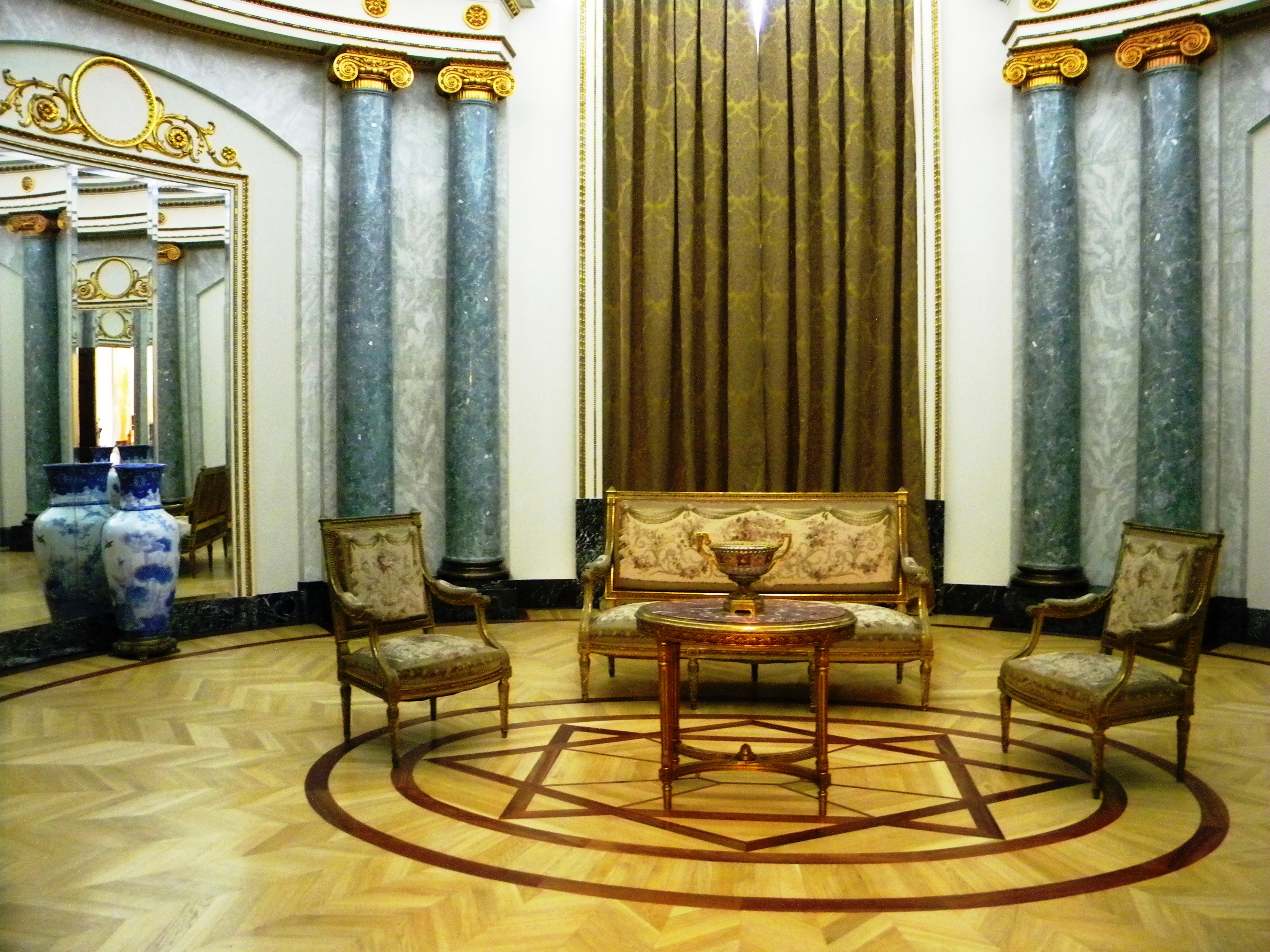
Salonul Albastru
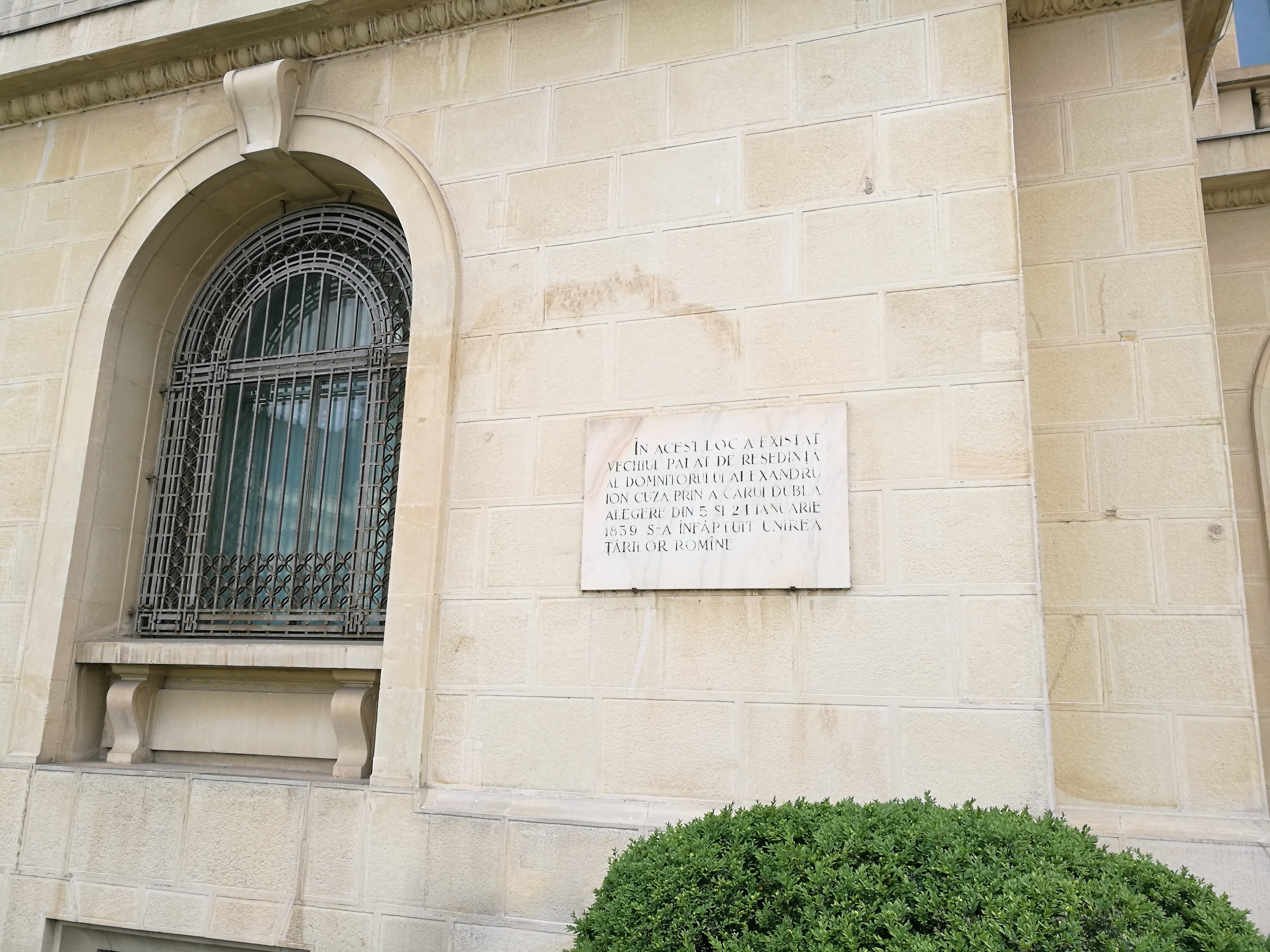
Placă memorială pe zidul Palatului
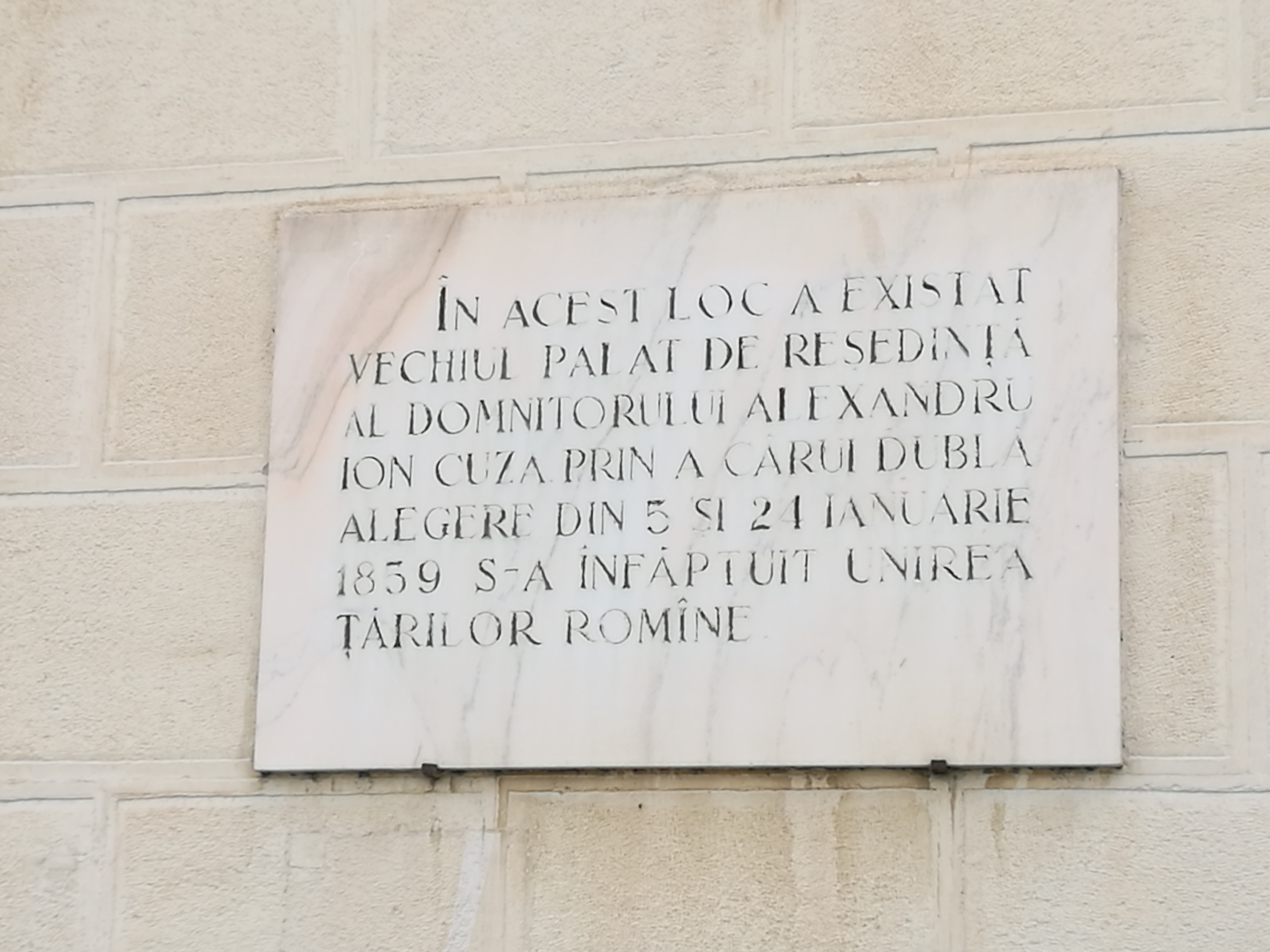
Placă memorială pe zidul Palatului
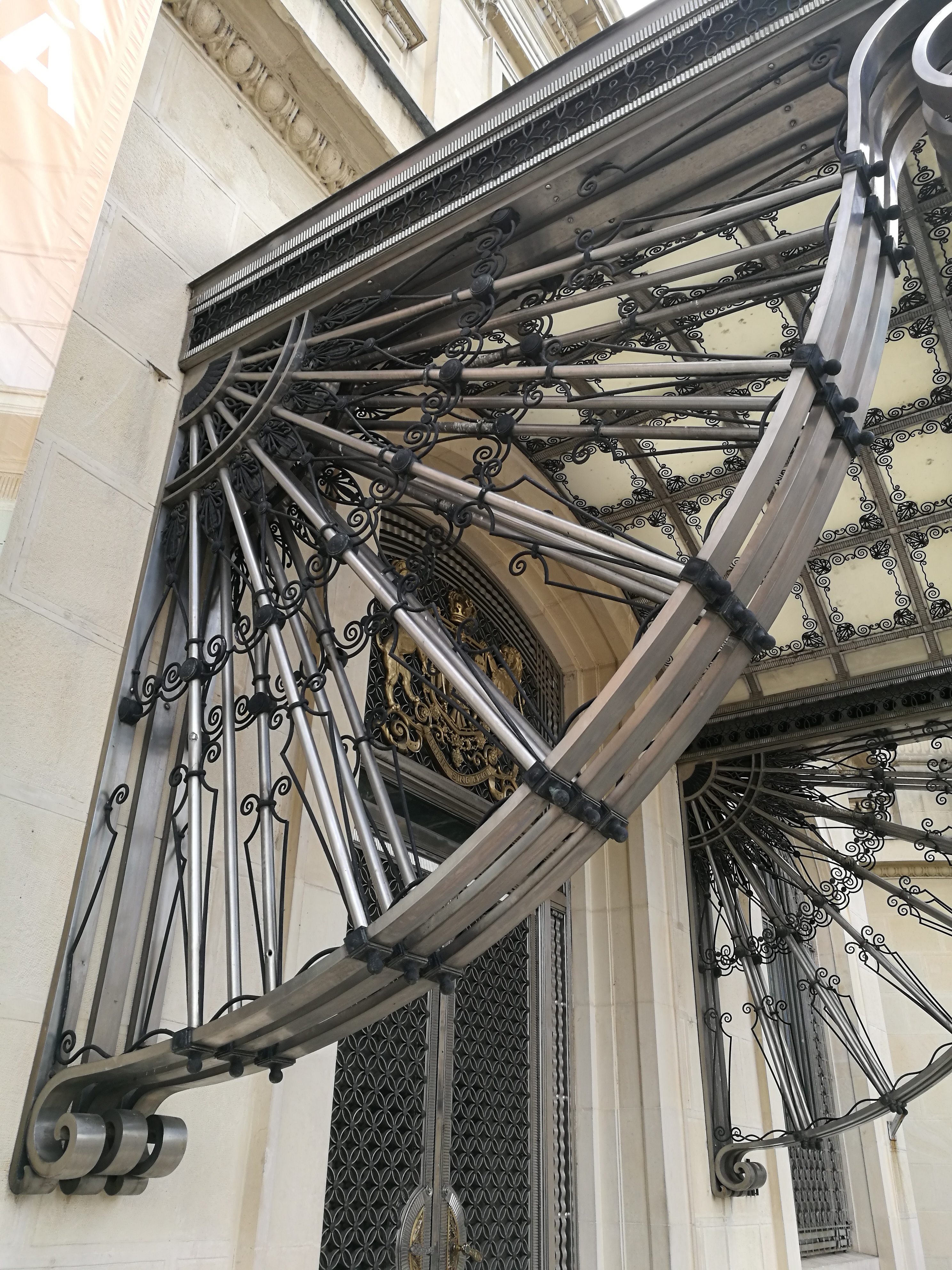
Marchiza uneia dintre intrările la Palat
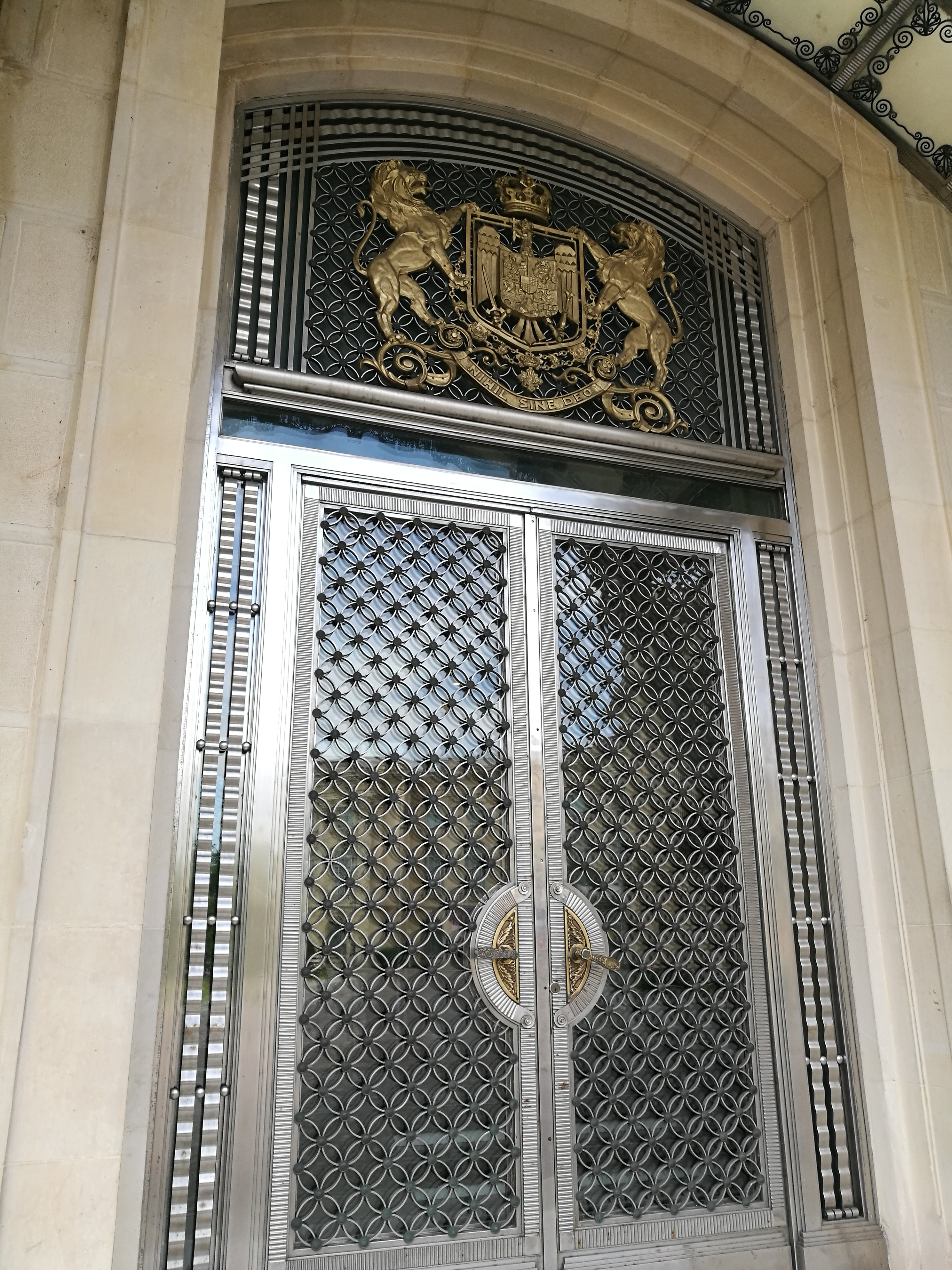
Una dintre intrările la Palat, cu decorațiuni din oțel inoxidabil
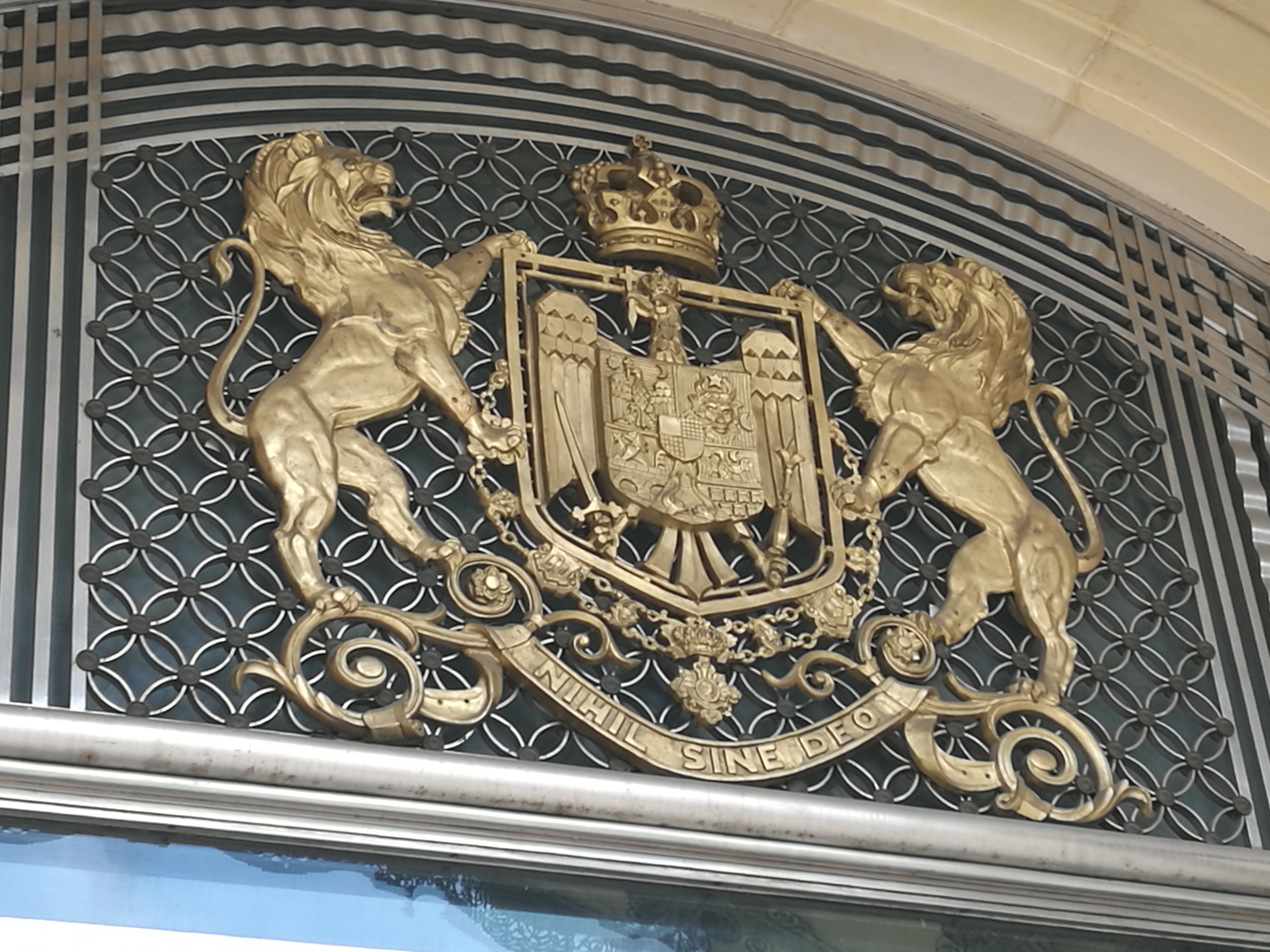
Stema Regală a României, varianta medie, la una dintre intrările în Palat
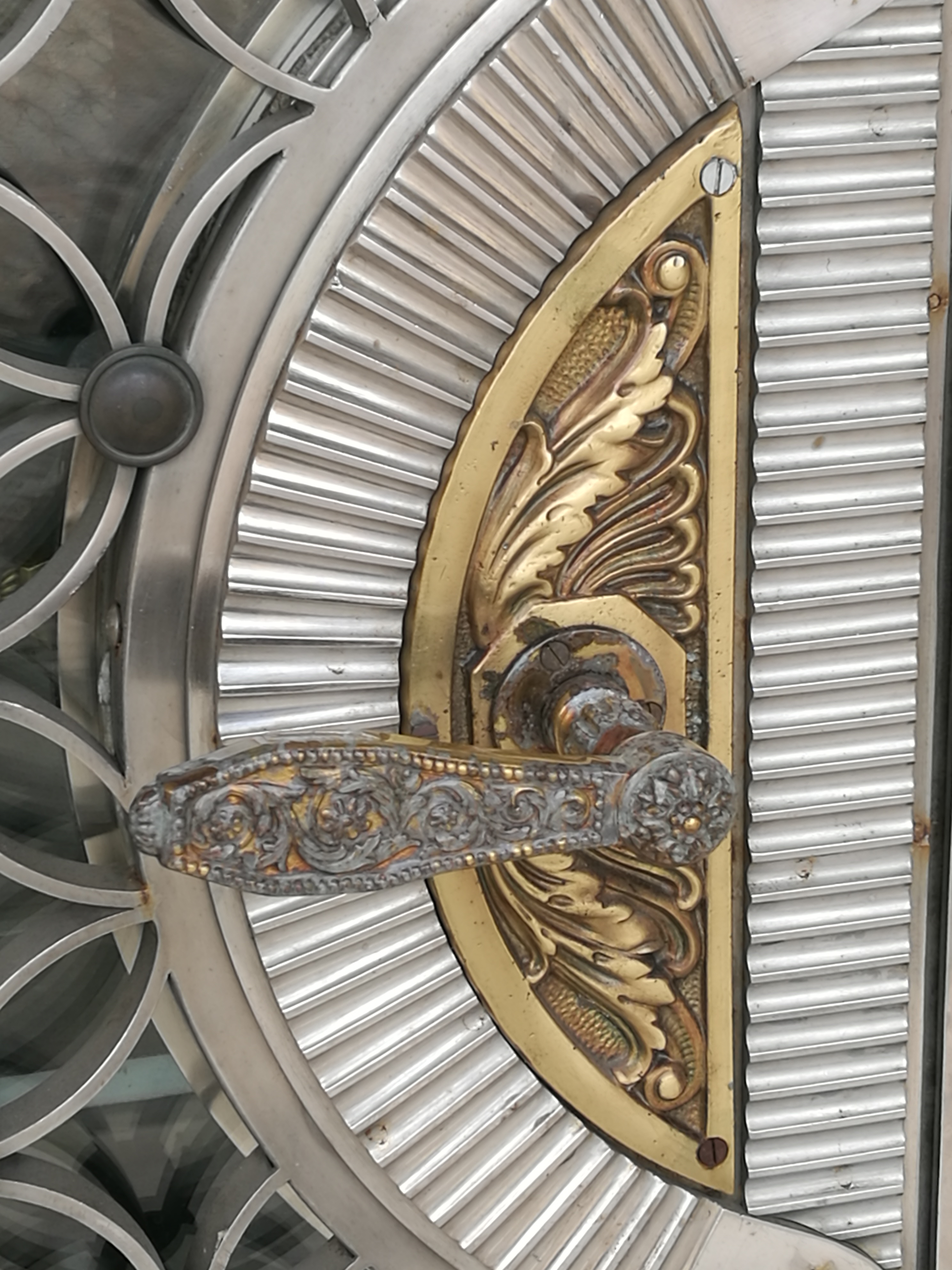
Clanță bogat decorată
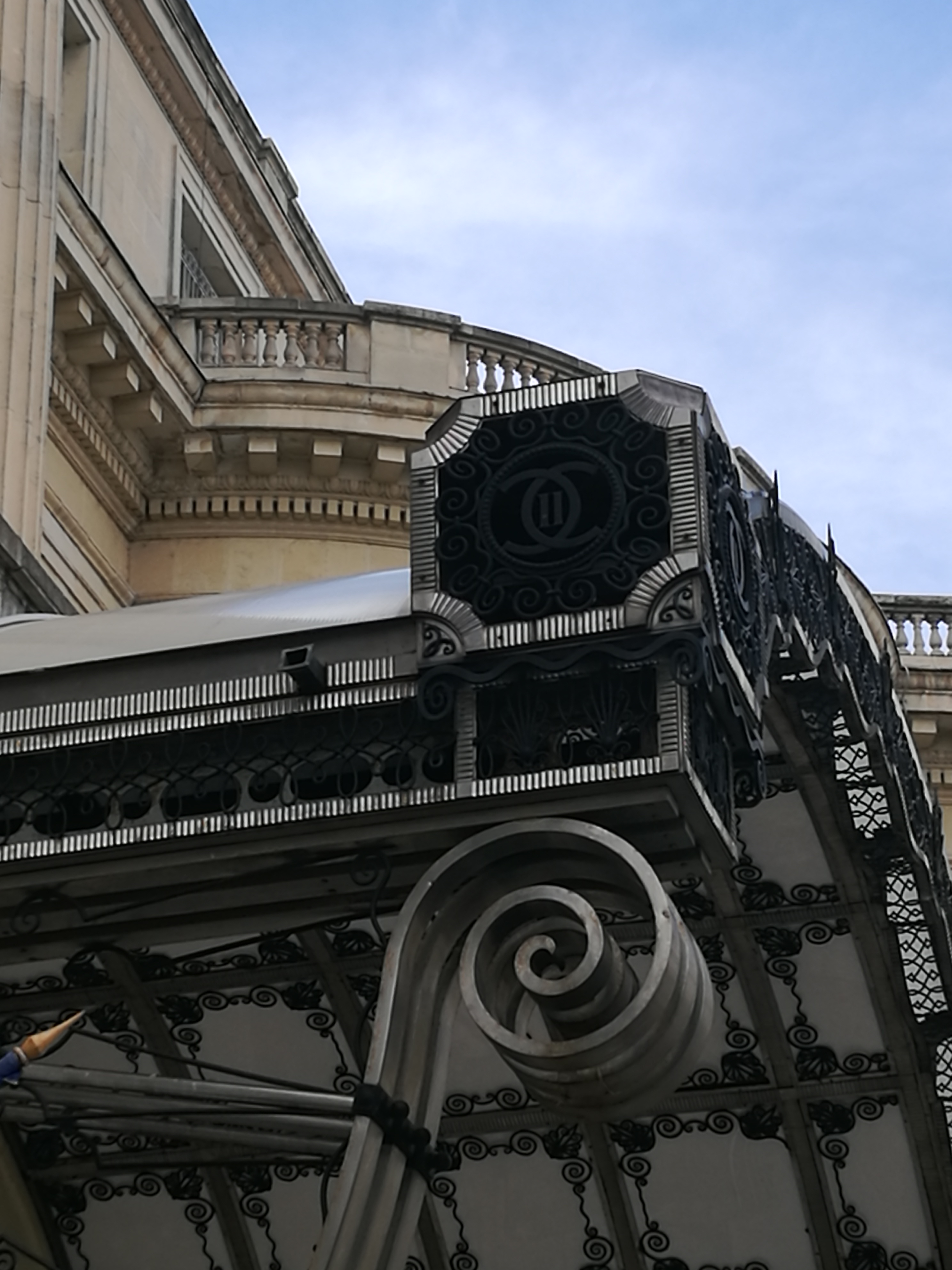
Cifrul Regelui Carol al II-lea (două litere C juxtapuse și inversate) împodobește marchizele de la intrările în Palat.
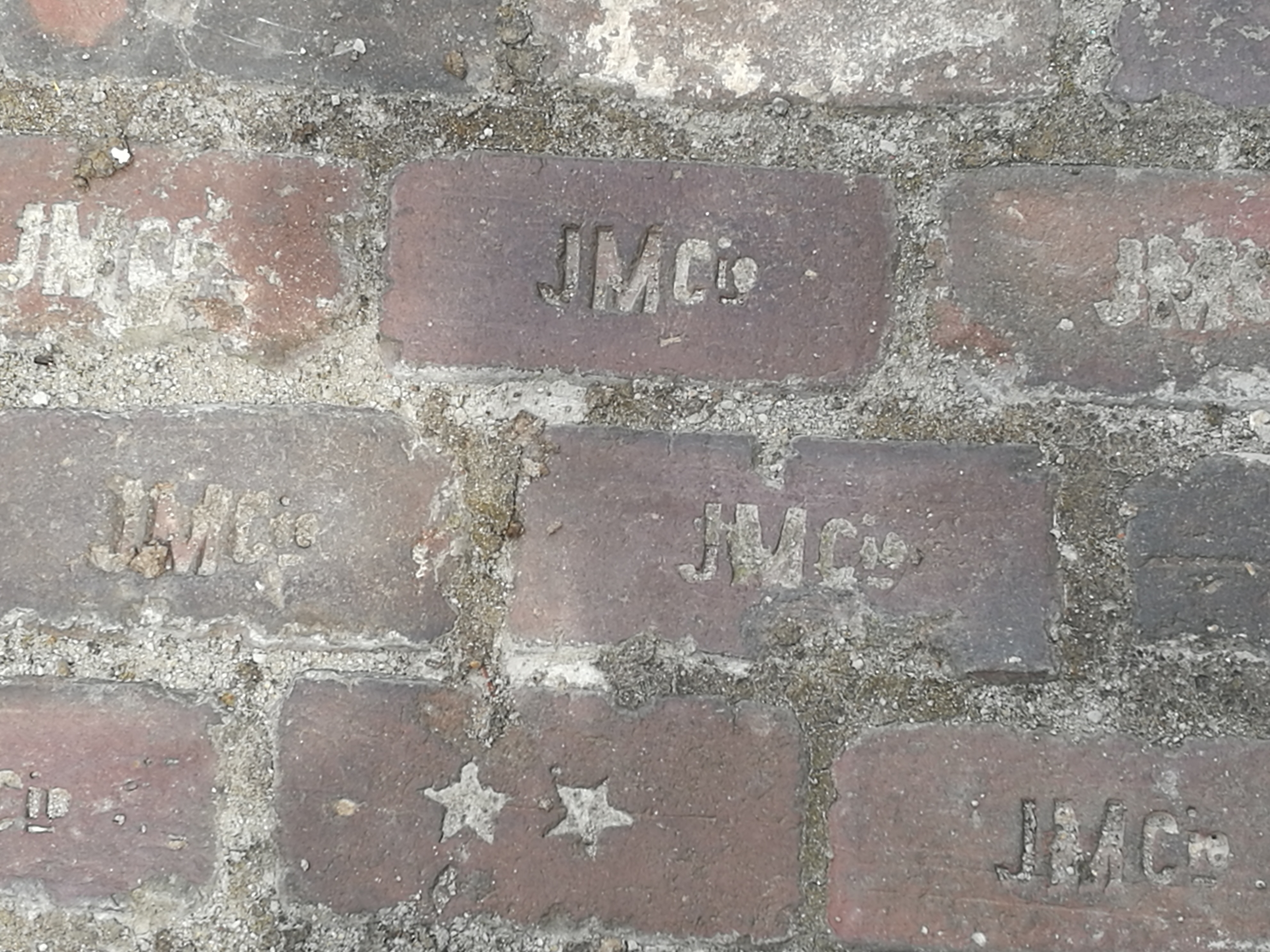
Pardoseala de cărămidă din curtea interioară a Palatului Regal